# Pheidologeton melanocephalus
Pheidologeton melanocephalus é uma espécie de formiga do gênero Pheidologeton, pertencente à subfamília Myrmicinae.